# Poligamia en Indonesia
La poligamia en Indonesia es legal, la población musulmana más grande del mundo. La poligamia en Indonesia no solo la practican los musulmanes, sino que también la practican minorías no musulmanas como los balineses y los papúes. Un musulmán puede tener hasta cuatro esposas. Según lo permitido por el Islam, un hombre puede casarse más de una vez, siempre que las trate por igual y pueda mantenerlas a todas económicamente. A pesar de esta legalidad religiosa, la poligamia se ha enfrentado a una de las oposiciones más intensas de cualquier nación, con una mayoría musulmana. Las restricciones recientes han traído penas más severas para las uniones polígamas contraídas ilegalmente, y la poligamia está disminuyendo. El ejército indonesio solo puede practicar la poligamia si la religión lo permite. Además, debe demostrar al gobierno que su primera esposa es incapaz de cumplir con sus deberes como tal. La poligamia bajo el hinduismo balinés está sancionada y sin restricciones, pero el matrimonio está regulado por poradat (costumbres tradicionales). Aunque los matrimonios polígamos se practican en Bali, la naturaleza de la poligamia hindú no se ha incluido en los debates nacionales sobre la ley del matrimonio. Los habitantes nativos de Papúa Occidental y Papúa han practicado la poligamia mucho antes de la llegada de los misioneros cristianos. Los papúes que eligen seguir practicando matrimonios polígamos después de ser cristianos generalmente realizan matrimonios adat en lugar de matrimonios por la iglesia. Un estudio encontró que los políticos polígamos tienen muchas menos probabilidades de ganar votos femeninos que los políticos monógamos.

## Prohibición total de la poligamia
A finales de abril de 2008, una manifestación de mujeres indonesias encabezó una protesta contra las leyes del país que permiten la poligamia y los matrimonios polígamos; instando al gobierno a promulgar una prohibición total de tales matrimonios. Se encontró que los políticos masculinos indonesios se oponían en gran medida, y aún no se ha llevado a cabo tal prohibición.